# Seznam fotografov
Seznam fotografov s področja umetnosti, mode in dokumentarne fotografije.

## A
- Berenice Abbott
- Mark Abrahamson
- Ansel Adams (umetnost, dokumentarni)
- Eddie Adams
- Robert Adams (umetnost)
- Juan Agusti (portretist, modni, umetnost)
- Fratelli Alinari
- Diane Arbus (umetnost)
- Roy Arden
- Eve Arnold
- Hippolyte Arnoux
- Bill Aron
- Yann Arthus-Bertrand
- Anthony Asael
- Eugène Atget
- Richard Avedon (portretist, modni, umetnost)

## B
- Amos Badertscher
- David Bailey (modni, portretist)
- John Baldessari
- Edouard Baldus
- Lewis Baltz
- Tina Barney
- George Barris
- Uta Barth
- David Bates
- Carlo Bavagnoli
- Hippolyte Bayard
- Richard Beard
- Antonio Beato
- Felice Beato
- Cecil Beaton (modni, portretist)
- Bernd and Hilla Becher
- Francis Bedford
- Charles Belden
- Hans Bellmer (umetnost)
- E. J. Bellocq
- Fernando Bengoechea
- Harry Benson
- James Bidgood
- Richard Billingham (umetnost, dokumentarni)
- Jon Birdseye
- Vladimír Birgus (Čeh)
- Jack Birns
- Rhona Bitner
- Karl Blossfeldt
- Erwin Blumenfeld
- Phil Borges
- Edouard Boubat (umetnost)
- Jack E. Boucher (dokumentarni)
- Jacques Bourboulon
- Margaret Bourke-White
- Guy Bourdin (modni)
- Samuel Bourne
- Jane Bown
- Mathew Brady (portretist)
- Bill Brandt (umetnost, dokumentarni)
- Brassaï
- Lola Alvarez Bravo
- Manuel Alvarez Bravo
- Horace Bristol
- Giacomo Brogi
- Manfred Buchheit
- Wynn Bullock (umetnost)
- Max Burchumetnostz
- Wilhelm J. Burger
- Jevgenij Fjodorovič Burinski (1849 – 1912) (kriminalistika)
- James Burke
- Larry Burrows (vojaška umetnost)
- Jean-Marc Bustamante
- Richard S. Buswell

## C
- Pogus Caesar
- Claude Cahun
- Mumetnostin John Callanan
- Harry Callahan
- Sophie Calle
- Julia Margaret Cameron (umetnost)
- Mauro Campagnoli (umetnost, dokumentarni)
- Cornell Capa (dokumentarni)
- Robert Capa (vojaški, dokumentarni)
- John Paul Caponigro
- Paul Caponigro
- Roy Caratozzolo
- Lewis Carroll (Charles Lutwidge Dodgson) (umetnost, portretist)
- Kevin Carter
- Henri Cartier-Bresson (dokumentarni)
- Martha Casanave
- Khun Chaiya
- Dean Chamberlain
- Martín Chambi
- Paula Chamlee
- Jean Chamoux (dokumentarni, portretist, modni, vojaški)
- Sarah Charlesworth
- Désiré Charnay
- Peter Chou
- Elio Ciol
- Edward Clark
- Larry Clark (dokumentarni)
- Elsburg Clarke (dokumentarni)
- Antoine Claudet
- Alvin Langdon Coburn
- Lois Conner
- Linda Connor
- Dimitrios Constantin
- Anton Corbijn
- Rossella Cosentino
- Manuel da Costa (umetnost)
- Eileen Cowin
- Tillman Crane
- Ralph Crane (dokumentarni)
- Michael Creagh (modni)
- Gregory Crewdson
- Clayton James Cubitt (modni, dokumentarni)
- Imogen Cunningham
- Edward S. Curtis
- Eleanor Parke Custis

## D
- Louise Dahl-Wolfe
- Adam Dalziel
- F. Holland Day
- Davis & Davis
- Myron Davis
- Joe Deal
- Loomis Dean
- Johnny De Brest
- Roy DeCarava
- Edgar de Evia (umetnost, dokumentarni, modni)
- Terry Deglau (dokumentarni, portretist)
- Augusto De Luca (portretist, umetnost)
- Patrick De Warren
- Patrick Demarchelier
- Hugh Welch Diamond
- Philip-Lorca diCorcia
- Rineke Dijkstra (umetnost, portretist)
- André-Adolphe-Eugène Disdéri
- Dith Pran
- Julie Doiron
- Robert Doisneau (dokumentarni)
- John Dominis (dokumentarni)
- Terence Donovan (modni, dokumentarni)
- David Douglas Duncan
- Ken Duncan
- Tony Duffy (modni, portretist)
- Jeff Dunas
- Dutton & Michaels

## E
- William Edgerton
- Hugh Edwards
- Isidore Jacques Eggermont
- William Eggleston
- Alfred Eisenstaedt
- Ed van der Elsken
- Peter Henry Emerson
- Clay Enos
- Eovaldi Robert
- John Erlandson
- Elliott Erwitt
- Frederick Henry Evans
- Terry Evans
- Walker Evans

## F
- Bruno Fabien (umetnost)
- Timothy Fadek
- Adolfo Farsari
- Bernard Faucon (umetnost)
- Chris Faust
- Andreas Feininger
- Roger Fenton (vojaški)
- Fernando Fernández Navarrete
- Marc Ferrez
- Hans Feurer
- George Fiske
- W.P. Floyd
- Thomas Florschuetz
- Ludmila Foblová (umetnost)
- Adam Foley
- Fernand Fonssagrives (umetnost, modni)
- Franco Fontana (umetnost)
- Samuel Fosso
- Robert Frank
- Lee Friedlander
- Francis Frith
- Eva Fuka
- Casey Fulton
- Adam Fuss

## G
- Isidoro Gallo
- Alexander Gardner
- Anna Gaskell
- Anne Geddes (umetnost)
- Arnold Genthe
- Eva Z. Genthe
- Franz Gertsch
- Mario Giacomelli
- Ralph Gibson
- Andre Giroux
- Andrew Glickman
- Wilhelm von Gloeden (umetnost)
- Frank Gohlke
- Anthony Goicolea
- David Goldblatt
- Jim Goldberg
- Nan Goldin (umetnost)
- John Gossage
- William Gottlieb (jazz)
- Hal Gould (umetnost)
- Emmet Gowin
- Paul Graham
- Athen Grey
- William Gruber (inventor of View-Master)
- Emile Gsell
- Che Guevara
- Ara Güler
- Andreas Gursky
- John Gutmann
- Carol Guzy

## H
- Ernst Haas
- Doug Hall
- Philippe Halsman (umetnost, modni)
- Dirck Halstead
- David Hamilton (umetnost)
- Bert Hardy (dokumentarni, vojaški)
- Alfred A. Hart
- Charles Harbutt
- Sam Haskins
- Victor Hasselblad
- Naoya Hatakeyama
- Denis H. Hazell
- John Heartfield
- Gary Heery
- Robert Heinecken
- Nigel Henderson
- David Octavius Hill
- John K. Hillers
- Lewis Wickes Hine
- John Hoagland (vojaški)
- Hannah Höch
- Joseph Holmes (umetnost, nature)
- Stan Honda
- Horst P. Horst
- Robert Howlett
- George Hoyningen-Huene
- Cornelius Jabez Hughes
- Fred Hultstrand
- Frank Hurley
- George Hurrell

## I
- Walter Iooss
- Stewart Isbell
- Yoji Ishikawa
- Yasuhiro Ishimoto (dokumentarni, umetnost)
- Kenro Izu

## J
- Alfredo Jaar
- William Henry Jackson
- Lotte Jacobi (portretist)
- Michael Jacobs
- Jay Jaffee
- Steve Jones
- Kip Jordan
- Joseph Jurson (umetnost)

## K
- Kokol Aljaž
- Alex Koloskov(fotograf)
- Yousuf Karsh
- Gertrude Käsebier
- Cima Katz
- Clarence Kennedy
- André Kertész
- Robert Glenn Ketchum
- Yevgeny Khaldei
- Chris Killip
- William Klein
- Mattias Klum
- Nick Knight
- Alberto Korda
- Josef Koudelka
- Ed Krebs (portretist)
- Yasuo Kuniyoshi
- Justine Kurland (umetnost)
- Kusakabe Kimbei
- Teru Kuwayama (dokumentarni)

## L
- Jean P. Labelle
- David Lachapelle
- Karl Lagerfeld
- Clarence John Laughlin
- Inez van Lamsweerde
- Dorothea Lange (dokumentarni)
- Frans Lanting
- Jacques Henri Lartigue
- Corky Lee
- Gustave Le Gray
- Annie Leibovitz (portretist, modni)
- Neil Leifer
- Linnea Lenkus (portretist)
- Herman Leonard
- Henri Jean-Louis Le Secq
- David Levinthal
- Helen Levitt
- Patrick Lichfield (portretist)
- Peter Lindbergh (modni)
- O. Winston Link
- Jerome Liebling
- Herbert List
- Jacqueline Livingston
- Sharon Lockhart
- Danny Lyon (dokumentarni)
- Mark Law (portretist, modni)

## M
- Mariano Fortuny y Madrazo
- Shinzo Maeda
- Sally Mann (umetnost, portretist)
- Robert Mapplethorpe (umetnost, portretist)
- Mary Ellen Mark (dokumentarni, portretist)
- Willy Matheisl
- Gordon Matta-Clark
- Alfred Percival Maudslay
- John Jabez Edwin Mayall
- Roger Mayne (dokumentarni)
- Will McBride (dokumentarni, portretist)
- Linda McCartney
- Steve McCurry
- Don McCullin
- Dirk McDonnell (umetnost)
- Tony McGee (modni)
- Dave McKean
- Robert MacPherson
- Ralph Eugene Meatyard (umetnost)
- Susan Meiselas
- Adolphe de Meyer
- Joel Meyerowitz
- Boris Mihajlov
- Fred E. Miller
- Lee Miller
- Milton M. Miller
- Richard Misrach
- Lisette Model
- Marko Modic
- Boris Modylevsky (umetnost)
- Tina Modotti
- László Moholy-Nagy
- Sarah Moon (modni)
- Charles Moore
- Raymond Moore (umetnost)
- Inge Morath
- Barbara Morgan
- Daido Moriyama
- Charles Morris
- Wright Morris
- Motlíková Irena Jess (umetnost, portretist, dokumentarni)
- Nickolas Muray
- John Murray
- Vik Muniz
- Eadweard Muybridge
- Carl Mydans
- Manuel da Costa (umetnost)

## N
- James Nachtwey (dokumentarni,vojaški)
- Nadar
- Fernando Fernández Navarrete
- Charles Negre
- Helmut Newton (modni)
- Arnold Newman (portretist)
- Brandon Ngai (dokumentarni, modni)
- Nicéphore Niépce
- Lennart Nilsson
- Nicholas Nixon (dokumentarni)
- William Notman

## O
- Arthur Omar
- Timothy O'Sullivan
- Stephens Orr
- Graham Ovenden
- Paul Outerbridge

## P
- James Page
- Scarlet Page
- Tim Page (vojaški)
- Ricky Paine
- Benito Panunzi
- Basil Pao
- Richard Pare
- Norman Parkinson
- Gordon Parks
- Martin Parr (umetnost, dokumentarni)
- Derek Parrenas
- Freeman Patterson
- Irving Penn
- Gilles Peress
- Lucian Perkins (dokumentarni, vojaški)
- Philibert Perraud
- Secondo Pia
- Pierre-Louis Pierson
- Gueorgui Pinkhassov (dokumentarni)
- Frank Plicka (dokumentarni)
- Guglielmo Plüschow
- Carl Robert Pope mlajši
- Eliot Porter
- Richard Prince
- Sergej Prokudin-Gorskij

## R
- José Rahola
- Ricardo Rangel
- Rankin (modni)
- William Herman Rau
- Man Ray (umetnost)
- Tony Ray-Jones (umetnost, dokumentarni)
- Rylan Lehman
- Trish Reda (umetnost, portretist)
- Henri-Victor Regnault
- Oscar Gustave Rejlander (umetnost, portretist)
- Albert Renger-Patzsch
- Jorge Ribalta
- Marc Riboud
- Eugene Richards
- Terry Richardson
- Leni Riefenstahl (dokumentarni)
- Jacob Riis
- Herb Ritts
- James Robertson
- Henry Peach Robinson
- Alexandr Rodchenko
- José Luis Rodríguez Pittí (umetnost, dokumentarni)
- Willy Ronis
- Joe Rosenthal
- Pierre Rossier
- Arthur Rothstein
- Michal Rovner
- Galen Rowell
- Thomas Ruff
- Emil Rusfeldt
- Andrew J. Russell
- Jiří Růžek (umetnost)
- Zoran Rožič (umetnost)

## S
- Sebastiao Carvalho Leme
- August Sachtler
- Sebastião Salgado (1944-2025, dokumentarni)
- Erich Salomon
- August Sander
- Jan Saudek (umetnost)
- Charles Roscoe Savage
- Francesco Scavullo
- Gary Schneider
- John Schott
- C. Scowen
- J. Pascal Sebah
- Ignác Šechtl
- Andres Serrano (umetnost)
- John Sexton
- David Seymour
- Charles Sheeler
- Cindy Sherman (umetnost)
- Andrew Shinn (portretist, dokumentarni)
- Stephen Shore
- Malick Sidibé
- Jeanloup Sieff
- Katharina Sieverding
- Roman Signer
- Camille-Leon-Louis Silvy
- Chip Simons (umetnost)
- Laurie Simmons
- Aaron Siskind
- Sandy Skoglund
- Victor Sloan (umetnost)
- Edwin Smith
- Michael A. Smith
- W. Eugene Smith (dokumentarni)
- Frederick Sommer
- Giorgio Sommer
- Humphrey Spender (dokumentarni)
- Ann Stautberg
- Edward Steichen (umetnost)
- Baron Raimund von Stillfried
- Nellie Stockbridge(dokumentarni)
- Sadanori Nomura (umetnost)
- Albert Spaggiari
- Louis Stettner
- Alfred Stieglitz (umetnost, portretist)
- Paul Strand (umetnost)
- Beat Streuli
- Thomas Struth
- Anthony Suau (dokumentarni, vojaški)
- Roy Stuart
- Jock Sturges (umetnost, portretist)
- Josef Sudek
- Hiroshi Sugimoto
- Francis Meadow Sutcliffe
- John Szarkowski (dokumentarni)
- Gabor Szilasi
- Richard Špitt (umetnost, portretist, modni)
- Vladi Sytnik (umetnost, dokumentarni)

## T
- William Fox Talbot
- Ken Tam (dokumentarni, umetnost, modni, portretist)
- Sam Tata
- Sam Taylor-Wood
- Juergen Teller (modni)
- Teo Bee Yen
- John Thomson
- George Tice
- Wolfgang Tillmans
- Stephanie Torbert
- Oliviero Toscani
- Pierre Toutain-Dorbec
- Eric Treacy
- Linnaeus Tripe
- Jane Tuckerman
- Spencer Tunick
- David C. Turnley

## U
- Uchida Kuichi
- Jerry Uelsmann
- Doris Ulmann
- Ellen von Unwerth
- Huynh Cong Ut
- Ueno Hikoma

## V
- James Van Der Zee
- Robert Vano (umetnost, modni)
- Dimitris Varos
- John Veltri
- JoAnn Verburg
- Roman Vishniac
- Alan Villers (dokumentarni)
- Laura Volkerding
- Theo Vorster

## W
- Jeff Wall
- Andy Warhol
- Yoshio Watanabe
- Carleton Watkins
- Alex Webb
- Todd Webb
- Bruce Weber
- Charles L. Weed
- Weegee (dokumentarni)
- Carrie Mae Weems
- William Wegman
- Henry Wessel mlajši
- Brett Weston
- Cole Weston
- Edward Weston (umetnost, portretist)
- Minor White (umetnost)
- Hannah Wilke
- Greg Wilker
- Tom Willing
- George Washington Wilson
- Garry Winogrand
- Abby Winters
- Dan Winters
- Joel-Peter Witkin (umetnost)
- Art Wolfe (živali, pokrajine, domorodne kulturu)
- Walter B. Woodbury
- Francesca Woodman (umetnost)

## Y
- Yevonde
- Yokoyama Matsusaburo

## Z
- Zalmaï (dokumentarni)
- Zana Briski (dokumentarni)
- David Drew Zingg